# Philippine Arena
La Philippine Arena, est une salle omnisports située dans le quartier d'affaires de Ciudad de Victoria, entre Bocaue et Sainte-Marie de Bulacain, dans la province de Bulacain, aux Philippines et située à 20 km au nord de Manille.
C'est le plus grand et moderne des complexes sportifs des Philippines et il est conçu pour tous les événements de l'Iglesia ni Cristo à savoir, sportifs, culturels et autres programmes. Le propriétaire légal de l'arène est l'établissement d'enseignement de l'INC, l'Université New Era.
La Philippine Arena est située à l'intérieur d'un complexe sportif réunissant le Philippine Sports Stadium et le Phil Sports Center.
C'est la plus grande salle omnisports en Asie et dans le monde. Sa capacité maximale est de 55 000 spectateurs.

## Histoire
La Philippine Arena fut officiellement inaugurée le 21 juillet 2014 par le président philippin Benigno Aquino III et Eduardo V. Manalo, le premier ministre exécutif de l'Iglesia ni Cristo. Son coût de construction est estimé à 213 millions $USD (9,4 milliards ₱PHP). La construction du stade est un de nombreux événements marquant le centenaire de l’Iglesia ni Cristo, le 27 juillet 2014.
La compagnie américaine Populous a déclaré que ce stade géant est résistant aux tremblements de terre qui constituent une menace fréquente pour l’archipel qui se trouve sur la ceinture de feu du Pacifique.
La salle ne sert pas seulement à l'utilisation des rassemblements religieux de l'Iglesia ni Cristo mais aussi, comme salle omnisports et de concerts et à cet effet, elle est en capacité d'accueillir une série d'événements sportifs : boxe, tennis et basket-ball ainsi que des évènements musicaux locaux et internationaux. Néanmoins, l'église se réserve le droit d'interdire les activités qu'elle considère comme violer ses principes religieux qui comprennent, en particulier, les jeux d'argent et les combats de coqs.
La Philippine Arena a reçu le prix du meilleur projet sportif en Asie dans la catégorie « projet de cap moyen » à la cérémonie de construction 2013 par le World Finance. Le 27 juillet 2014, le Livre Guinness des records a reconnu l'arène comme la plus grande salle couverte du monde.

## Événements

### Concerts
- Concert de Katy Perry dans le cadre de sa tournée The Prismatic World Tour, 7 mai 2015, devant 34 628 spectateurs[12]
- Concerts des Blackpink dans le cadre de leur tournée mondiale Born Pink World Tour, les 25 et 26 mars 2023 devant des dizaines de milliers de fans (les Blinks) et de spectateurs (1er groupe féminin de K-pop en concert deux soirs de suite avec près de 110 000 blinks). Blink : contraction de Blackpink.

### Sports
- Cérémonie d'ouverture de la PBA 2014, 19 octobre 2014, devant 52 612 spectateurs[13]

## Galerie

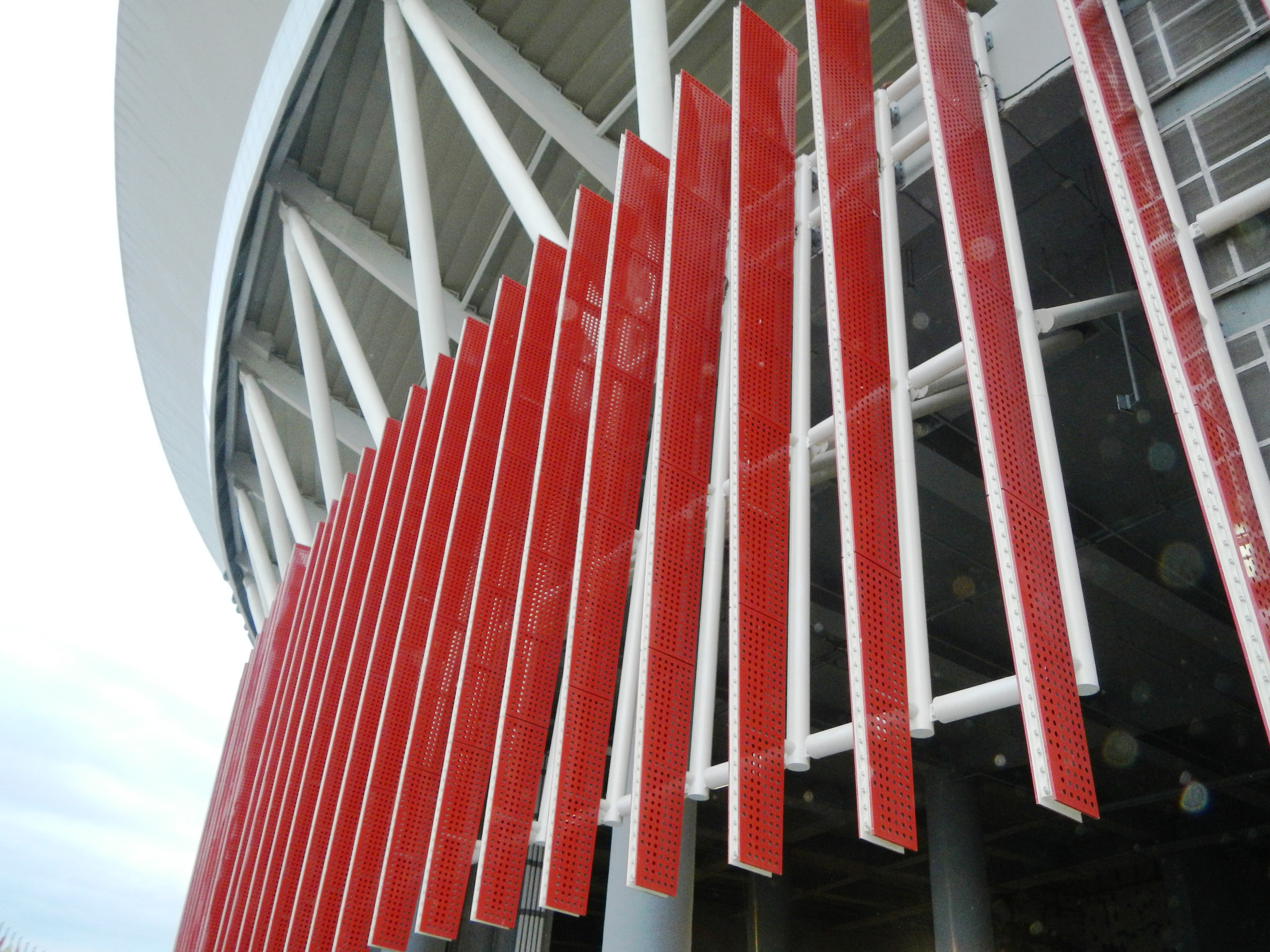
La façade
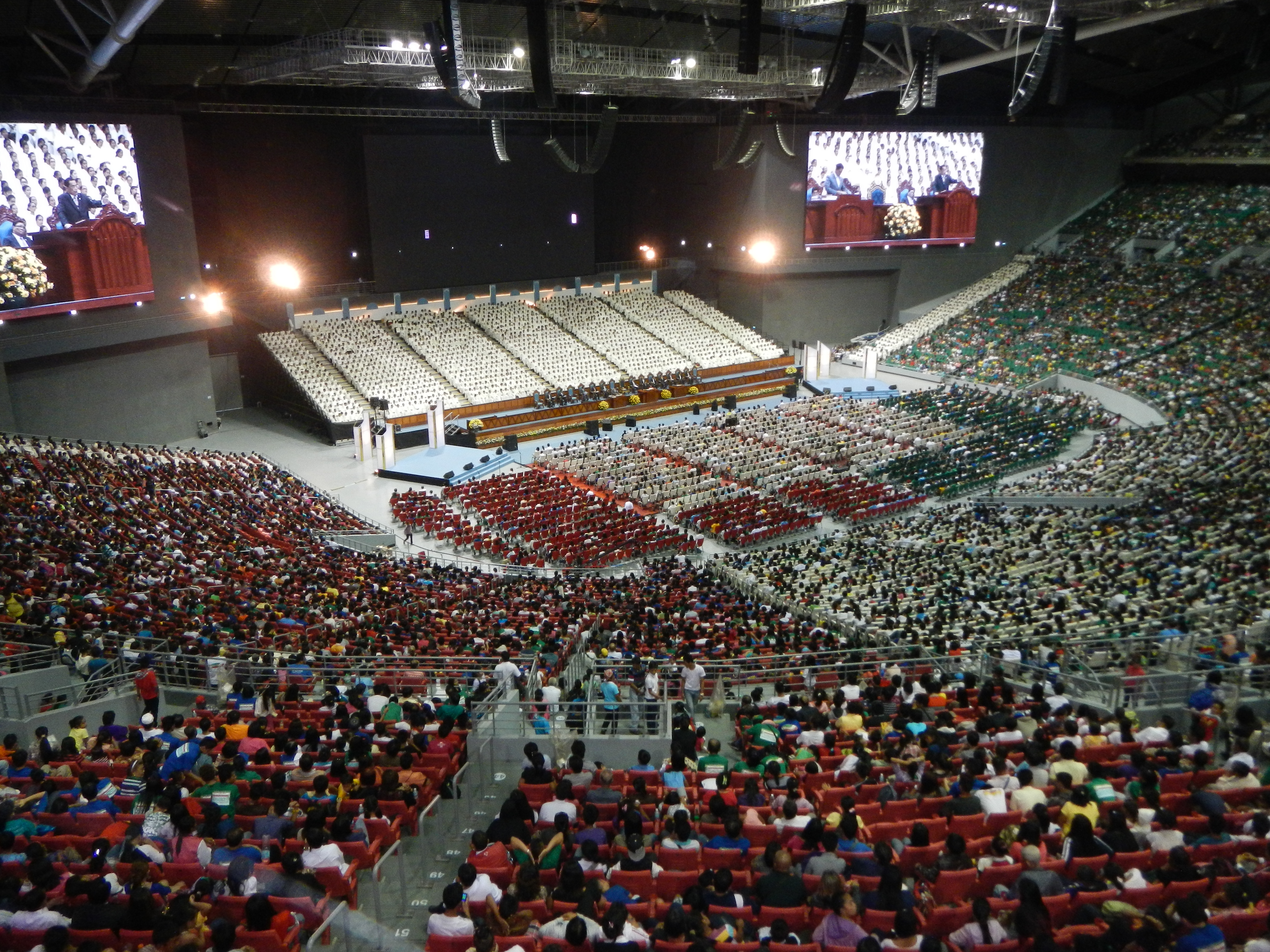
Intérieur
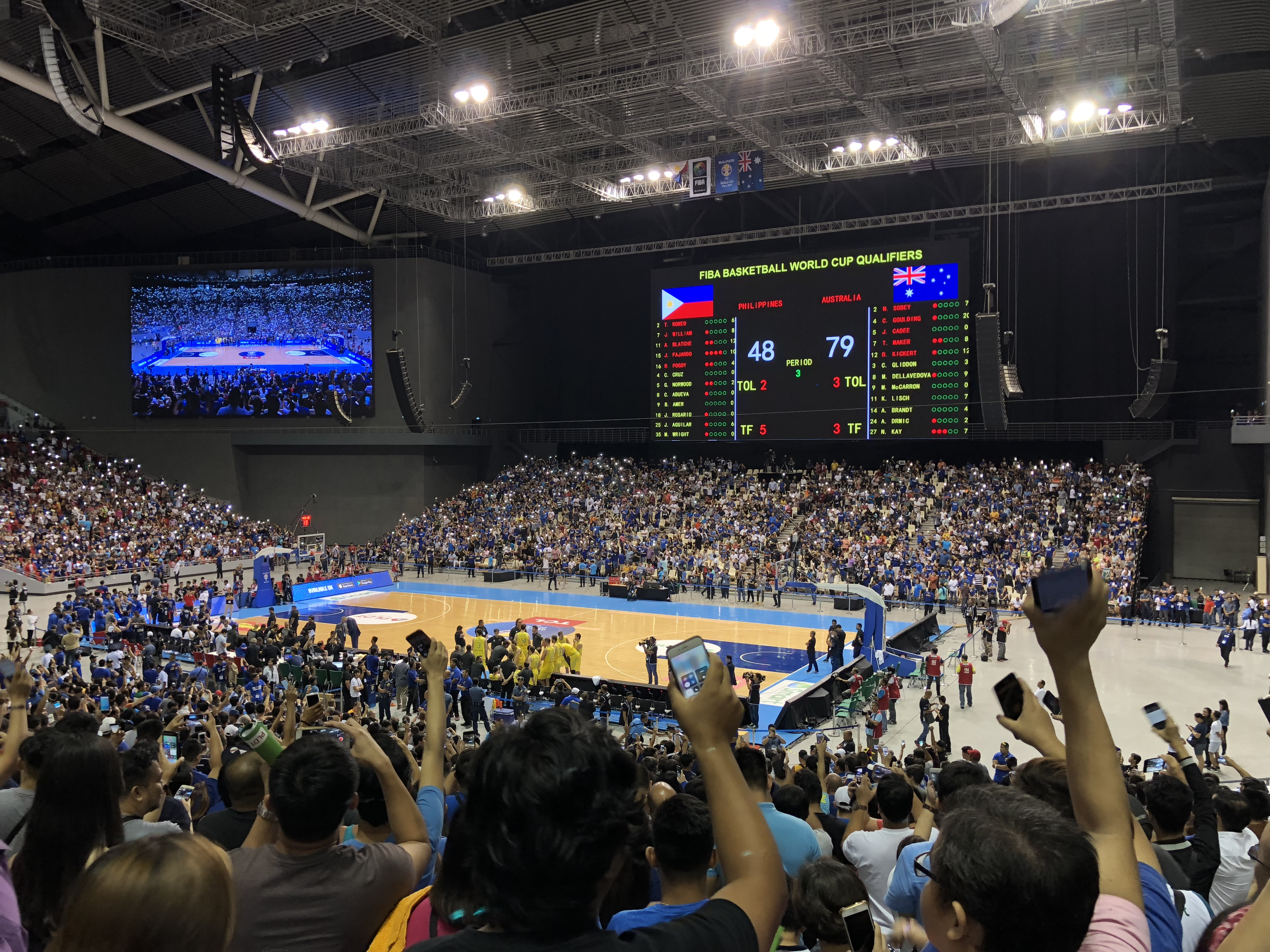
Intérieur